# Melissodes trifasciata
Melissodes trifasciata es una especie de abeja del género Melissodes, tribu Eucerini, familia Apidae. Fue descrita científicamente por Cresson en 1878.

## Descripción
Mide 10,6 milímetros de longitud.

## Distribución
Se distribuye por América Central.